# 2001 UA17
2001 UA17 est un objet transneptunien faisant partie des cubewanos ayant un arc d'observation de seulement 4 jours, donc mal connu. 

## Caractéristiques
2001 UA17 mesure environ 170 km de diamètre.